# نقطه ایزوالکتریک

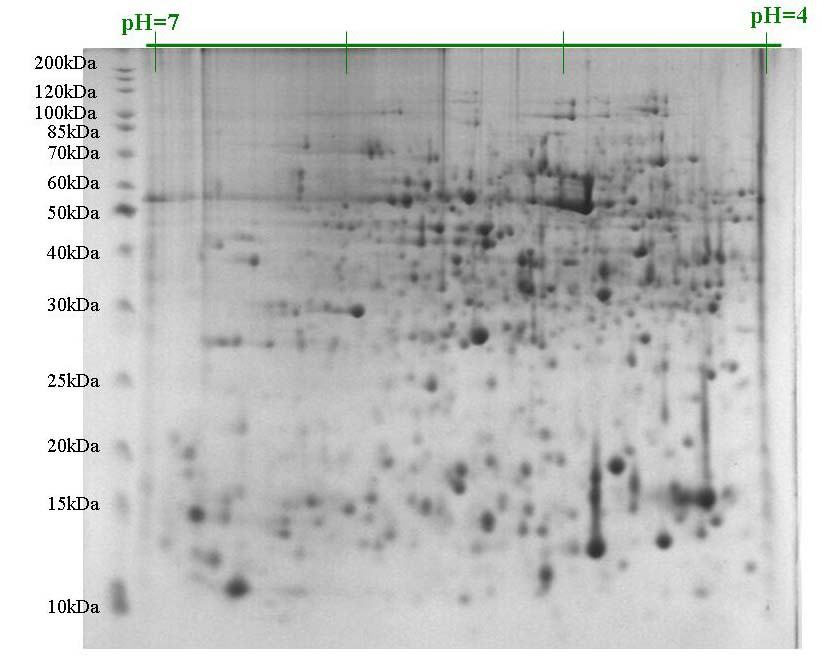
نتایج حاصل از الکتروفورز ژل دو بُعدی. در امتداد محور X، پروتئین‌ها براساس «نقطهٔ ایزوالکتریک» خود و در امتداد محور Y - بر اساس وزن مولکولی آنها، متمایز می‌گردند.

نقطه ایزوالکتریک (به انگلیسی: Isoelectric point) به پ‌هاشی گفته می‌شود که در آن مولکول یا ذرهٔ مورد نظر بار الکتریکی سطحی خالصی نداشته باشد. در این حالت پدپده‌های الکتروسینتیکی از بین می‌روند. در سوسپانسیون‌ها پتانسیل زتا در این نقطه صفر است.
بار خالص مولکول تحت تأثیر pH محیط تغییر می‌کند و با گرفتن یا از دست دادن پروتون به ترتیب دارای بار مثبت یا منفی می‌شود. به این گونه مولکول‌ها آمفوتریک می‌گویند
مولکول‌های زیستی مانند پروتئین‌ها دارای هر دو گروه فعال اسیدی و بازی هستند پس در واقع آمفوتریک هستند.

### کاربرد
یکی از کاربردهای نقطه ایزوالکتریک، استفاده در کروماتوگرافی تبادل یونی(IEX) است. این ویژگی در استخراج و خالص سازی آنزیم‌های مورد نظر بسیار سودمند است (افزایش ۱۰ برابری خالص سازی). عملکرد بدین صورت است که در یک واحد pH بالاتر از نقطه ایزوالکتریک سطحی پروتئین دارای بار منفی و در یک واحد زیر نقطه ایزوالکتریک سطح پروتئین دارای بار مثبت می‌شود. با تغییر در pH، در نتیجه پروتئین می‌تواند به رزین‌هایی با بار مخالف خود بچسبد.